# Jessie Ralph
Jessie Ralph, geboren als Jessie Ralph Chambers (Gloucester (Massachusetts), 5 november 1864 - aldaar, 30 mei 1944), was een Amerikaans actrice.
Ze is getrouwd geweest met Bill Patton en speelde tussen 1915 en 1941 in tientallen films.

## Filmografie (selectie)
- 1941:They Met in Bombay
- 1940:The Bank Dick
- 1940:The Blue Bird
- 1939:Drums Along the Mohawk
- 1937:Double Wedding
- 1937:The Last of Mrs. Cheyney
- 1937:The Good Earth
- 1936:Camille
- 1936:After the Thin Man
- 1936:San Francisco
- 1935:Captain Blood
- 1935:I Live My Life
- 1935:Mark of the Vampire
- 1934:Evelyn Prentice
- 1934:One Night of Love
- 1934:We Live Again